# Salvador Anglada i Llongueras
Salvador Anglada Llongueras (Barcelona, 1878 – Can Tunis, 19 d'agost de 1936) fou un empresari i polític carlí català.
Vivia al barri de Sants, on tenia una fàbrica de tints i blanqueigs i hi va fundar el Centro Carlista de Sants. El 1919 participà en una reunió a l'Ateneu Obrer Legitimista de Barcelona, presidida per Pere Roma, Miquel Junyent, Estanislao Rico Ariza i Ramón Sales, on es decidí organitzar un sindicat obrer, independent, basat en la doctrina social de l'Església, el Sindicat Lliure.
Fou regidor de l'ajuntament de Barcelona pel districte 7 a les eleccions municipals de 1920, per la candidatura carlista jaumista. Durant aquests anys fou sotscaporal del somatent, dirigit per Josep Bertran i Musitu. Va patir un atemptat personal l'any 1921, la qual cosa va motivar que els seus companys volguessin venjar-lo. Durant aquests anys, persones vinculades al Sindicat Lliure van ser responsables de represàlies i assassinats de sindicalistes del Sindicat Únic.
Va destacar com a orador en els mítings carlins. El novembre de 1932 es va integrar en la candidatura Dreta de Catalunya. El 20 de setembre de 1934 fou detingut per la Guàrdia Civil a Prades perquè van trobar municions i armes curtes al seu domicili de Barcelona. Fou arrestat a casa seva, al carrer Rei Martí de Barcelona, el 14 d'agost de 1936. Acusat de carlí i catòlic, fou afusellat a Can Tunis el 19 d'agost de 1936.
El seu fill Ricard Anglada va lluitar a la guerra civil espanyola integrat en els requeté català, però fou fet presoner i fou internat en el camp de treball del SIM a Concabella. La seva filla, Casilda Anglada Tomàs, va estar casada amb el també carlí Joaquim Isern i Fabra, alcalde de Parets del Vallès (1962-1966). Un net seu va ser Carles Isern Anglada, militant del Partit Carlí de Catalunya.
Durant la dictadura franquista la plaça de Sants de Barcelona fou anomenada Plaça Salvador Anglada en honor seu.